# 蜂蜜街

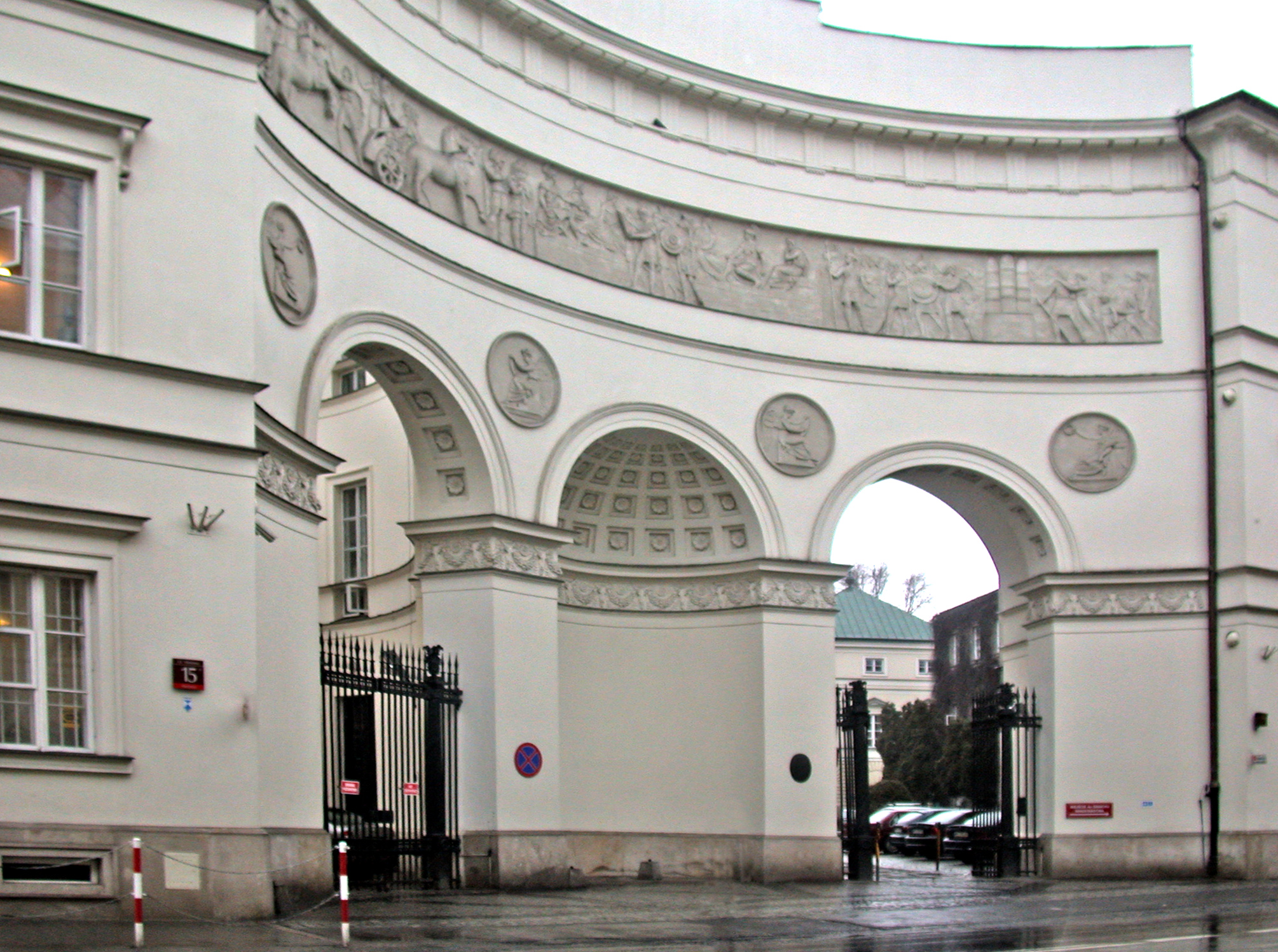
蜂蜜街

蜂蜜街 （Miodowa Street）是波蘭首都華沙的一條街道，連接了克拉科夫郊區街和克拉尼斯基廣場。在16世紀時，這條街道以薑餅店而著稱，因而得名。

## 外部連結
- Miodowa in 19th century (see Plac Krasińskich)

52°14′50″N 21°0′35″E / 52.24722°N 21.00972°E